# Rebecca Belmore
Pour les articles homonymes, voir Belmore.
Rebecca Belmore (née le 22 mars 1960 à Upsala, Ontario) est une artiste canadienne de renommée internationale. Elle est la première femme autochtone à être choisie pour représenter le Canada à la Biennale de Venise en 2005.

## Biographie
Née à Upsala, un village du nord de l'Ontario, Rebecca Belmore a étudié à l'Université de l'École d'art et de design de l'Ontario à Toronto de 1984 à 1987.

## Carrière
Au cours des ans, elle expose ses œuvres à de nombreuses reprises au Canada, aux États-Unis et en Europe.

### 1980

#### Artifact #671B, 1988
Elle expose pour la première fois en 1988 à la Thunder Bay Art Gallery. En effet, Rebecca Belmore performe, à l’extérieur du centre d’exposition de Thunder Bay, Artifact #671B dans une température glaciale, le 12 janvier 1988. Sa performance laissait voir au public l’artiste placée dans un plexiglas muséal avec des vignettes telles que le nom de la performance et le logo de la compagnie Shell porté par celle-ci. La performance avait comme but de supporter le boycott de la nation Cri de Lubicon envers l’exposition "The Spirit Sings" du Glenbow Museum. Cette exposition en Alberta avait comme but de présenter, en corollaire des jeux olympiques de Calgary de 1988, des artéfacts provenant de communautés autochtones ayant comme résultante d’entretenir des stéréotypes négatifs envers les communautés ancrées par cette même exposition dans le passé. Belmore dialogue avec ces éléments en positionnant son corps dans un plexiglas similaire à ceux utilisés dans l'exposition "The Spirit Sings". Ce faisant, elle démontre l'effet historicisant des plexiglas muséaux en positionnant son corps contemporain un d'eux.

### 1990-2000
En 1993, elle déménage à Sioux Lookout et s'inspire de ses racines Anishinabe pour aborder les thèmes de l'identité autochtone et de la justice sociale. Son œuvre variée (sculptures, vidéos, photographies et installations) évoque les liens entre corps, géographie et réalités actuelles des communautés des Premières nations. Les traumatismes culturels et collectifs, les références à la violence vécue, l'exploitation des ressources naturelles sont des exemples des enjeux qui anime son travail. Parmi ses œuvres les plus célèbres se trouve The Named and the Unnamed (2002), une installation qui commémore les femmes qui ont disparu du Vancouver Downtown Eastside.

### 2010-2020

#### documenta 14
Biinjiya’iing Onji (de l'intérieur) répond à une commande de documenta 14. En 2017, pour la première fois de l’histoire de ce rendez-vous quinquennal fondé il y a 62 ans à Cassel, en Allemagne, deux villes ont accueilli documenta 14 : Athènes, en Grèce, et Cassel. Toutefois plusieurs projets visant à décaler le monde de l’art contemporain de son eurocentrisme originel avaient déjà étendu la portée de cette manifestation au-delà de Cassel. Comme l’explique Adam Szymczyk, commissaire général de documenta 14, la décision polémique de créer un volet équivalent à Athènes a été prise « devant la nécessité d’agir en temps réel et dans le monde réel. À elle seule la ville de Cassel, un poste d’observation situé comme par hasard au nord-ouest de l’Europe, ne suffit pas à expliquer, à commenter et à raconter le monde – pas plus que n’importe quel autre endroit précis d’ailleurs ». Un autre commentaire paru dans la presse précise : « Lieu de jonction des crises économiques et migratoires qui ont consumé l’Europe, Athènes a été un ‟terreau fertileʺ qui a permis d’explorer les thèmes complexes et universels de la possession et de la privation, des migrations et de la dette » qui sont au cœur de la vision d’Adam Szymczyk pour documenta 14.
Rebecca Belmore a fait partie des rares d’artistes auxquels documenta 14 a demandé de créer une œuvre unique pouvant être exposée dans les deux villes. Dans l’esprit de l’artiste, Biinjiya’iing Onji (de l'intérieur) devait absolument pouvoir voyager entre les deux lieux d’exposition, de la même façon que les flux de migrants quittent la Grèce pour d’autres pays d’Europe et finissent parfois par trouver leur résidence permanente sur sa propre terre natale, le Canada.
Rebecca Belmore a été sollicitée pour documenta 14 par la commissaire Candice Hopkins. Se rappelant l’impact dévastateur d’Aym-ee-aawach Oomamam-owan: Speaking to Their Mother, Candice Hopkins avait tout d’abord pensé à une installation sonore qui, comme le mégaphone, amplifierait les voix des personnes déplacées dans le contexte de l’actuelle crise humanitaire. Lorsque Rebecca Belmore se rendit à Athènes en avril 2016 pour une visite de site, elle fut cependant frappée par le bruit et le chaos sonore de cette ville où protester fait aujourd’hui partie du quotidien. Aussi décida-t-elle de sillonner la ville à pied avec son assistante pour en découvrir les endroits les plus paisibles. Son choix du lieu idéal s’est arrêté sur la colline de Philopappos, en surplomb de l’Acropole. La tente de marbre sculptée a été orientée de façon à offrir une vue dégagée du Parthénon, établissant ainsi  une ligne visuelle et conceptuelle immédiate avec ce monument et tout ce qu’il incarne, comme l’exprime le titre Biinjiya’iing Onji (de l'intérieur).
Le même mois, Rebecca Belmore se rendit dans un camp établi au port du Pirée occupé, selon les estimations, par 2 680 migrants et autres chercheurs d’asile,.À cette époque, la récente phase de la crise permanente ayant provoqué la fermeture de la frontière sud de la Macédoine à la fin du mois de mars atteignait son paroxysme. Créée en réaction aux conditions de vie effroyables de la population de cette ville tente, Biinjiya’iing Onji (de l’intérieur) appelle une réflexion sur les objectifs thématiques de documenta 14.
Le marbre provient de la carrière de montagne utilisée pour les bâtiments et de la statuaire de l’Acropole. Rebecca Belmore a travaillé avec des artisans locaux et avec l’atelier d’art sculptural de Vangelis Ilias pour reproduire à la même échelle le même genre de tente dôme réservé aux migrants. Si les couvertures disposées sur le toit de la tente sont semblables à celles qu’utilisent les migrants pour tenter de préserver un minimum d’intimité, elles sont aussi un clin d’œil aux drapés des sculptures grecques classiques exposées au Musée national archéologique d’Athènes. Ce détail significatif fusionne le passé illustre d’Athènes et sa réalité moderne considérée comme la quintessence d’un échec. En transformant une tente banale en un monument de marbre, l’artiste attire habilement l’attention sur la détresse des populations déplacées. L’œuvre évoque et oppose d’une part l’histoire artistique et culturelle de la Grèce, berceau de la civilisation occidentale, d’autre part des associations agréables avec ce mode vie plus courant dans un contexte canadien que sont les loisirs, le camping et la nature – là encore en totale contradiction avec la sinistre réalité de la qualité  de vie dans une ville tente. Transcendant le symbole puissant de perte et de migration, d’injustice politique et économique, cette tente de marbre a pour but d’offrir un sentiment d’abri et d’isolement. Contrairement aux tentes classiques dont la toile fine laisse quasiment filtrer la lumière et les bruits, Biinjiya’iing Onji (de l'intérieur) est au fond imperméable et insonorisée, ce qui permet d’éprouver toutes sortes d’expériences de solitude allant de la sensation d’être dans un cocon à celle d’être dans une crypte.

## Prix et distinctions
- En 2004, elle reçoit le Doris and Jack Shadbolt Foundation's VIVA Award. L'Université de l'École d'art et de design de l'Ontario lui décerne, en 2005, un doctorat honorifique. Belmore remporte le Prix du Gouverneur général en arts visuels et en arts médiatiques en 2013[14] et le Prix Gershon Iskowitz en 2016[15].
- En juin 2020, l'Université Laval lui décerne un Doctorat honoris causa en arts visuels et médiatiques[16].

## Expositions solos (sélection)
- Rebecca Belmore : Facing the Monumental, Musée des beaux-arts de l'Ontario, Toronto, Ontario, Canada, 2018.
- Rebecca Belmore, Carleton University Art Gallery, Ottawa, Ontario, Canada, 2013, partenaire de Sakahàn. Art indigène international, Musée des beaux-arts du Canada[17].
- March 5, 1819, The Rooms Provincial Art Gallery, St-John's, Terre-Neuve, Canada, 2008.
- Parallel, Urban Shaman / Ace Art Inc., Winnipeg, Manitoba, Canada, 2006.
- come in cielo cosi in terra, Franco Soffiantino Arte Contemporanea, Turin, Italie, 2006.
- Untitled 1, 2, 3, grunt gallery, Vancouver, Colombie-Britannique, Canada, 2005.
- The Capture of Mary March, Pari Nadimi Gallery, Toronto, Ontario, Canada, 2003.
- Temperance, Tribe, Saskatoon, Saskatchewan, Canada, 2004.
- Extreme, Pari Nadimi Gallery, Toronto, Ontario, Canada, 2003.
- The Named and the Unnamed, organisée par la Morris and Helen Belkin Art Gallery, Vancouver, et mise en circulation au Musée des beaux-arts de l'Ontario, Toronto, Ontario (2003), Kamloops Art Gallery, Kamloops, Colombie-Britannique (2004), Confederation Art Centre, Charlottetown, Île-du-Prince-Édouard (2004), et la McMaster Museum of Art, Hamilton, Ontario (2006), Canada.
- 33 pieces, organisée par la Blackwood Gallery, Mississauga, Ontario, et mise en circulation à la Dunlop Art Gallery, Régina, Saskatchewan, Parry Sound Station Gallery, Parry Sound, Ontario (2002), Definitely Superior Gallery, Thunder Bay, Ontario (2003), and W.K.P. Kennedy Public Art Gallery, Capitol Centre, North Bay, Ontario (2003), Canada.

## Expositions collectives (sélection)
- Learning from Athens, documenta 14, Athènes, Grèce et Cassel, Allemagne, 2017[17].
- Closer Encounters: The Next 500 Years, Plug In Institute of Contemporary Art, Université de Winnipeg, Winnipeg, Manitoba, Canada, 2011[17].
- Until Now: Collecting the New, Minneapolis Institute of Art, Minneapolis, États-Unis, 2010[17].
- NeoHooDoo: Art for a Forgotten Faith, Menil Collection, Texas et P.S.1 Contemporary Art Centre, New York, 2008[17].
- Flagrant délit. La performance du spectateur, Musée des beaux-arts du Canada, Ottawa, Ontario, Canada, 2008[17].
- Zones of Contact, Biennale de Sydney, Sydney, Australie, 2006[17].
- Intertidal: Vancouver Art and Artists, Musée d'art contemporain d'Anvers, Anvers, Belgique, 2005[17].